# 배길기
배길기(裵吉基, 1917년 ~ 1999년)는 대한민국의 서예가이다. 호는 시암(時庵)이다. 본관은 분성(盆城)이며, 경상남도 김해 출신이다.

## 생애
1941년 니혼 대학(日本大學) 법학과를 졸업하고, 1942년에서 1945년까지 부산 초량상업학교, 경남중학교의 교사를 역임했다. 1952년에서 1964년에는 국전 초대작가 및 심사위원, 문총(文總) 중앙위원, 대한미술협회 상임위원, 한국미술가협회 상임위원을 지냈다. 1953년 문교부 예술과장, 1960년 예술원 회원이 되었고, 한국서예가협회 초대회장을 지냈다. 1952년 이래 동국대학교, 서울대학교 미술대학 강사로 재직, 1958년 동국대학교 교수가 되었다. 1952년 부산에서의 제1회의 개인전을 필두로 몇 차례 개인전을 가진 바 있고, 1966년 일본 도쿄에서 첫 개인전을 가졌다.

## 작품 및 경향
중국 진(秦)나라의 전서(篆書)를 즐겨 쓰고 왕희지(王羲之)를 좋아하여 이를 범본(範本)으로 삼았다. 대표작으로 〈음덕자연선유경(陰德自然宣有慶)〉 등이 있다.